# Luko (Alava)
Pour les articles homonymes, voir Luko.

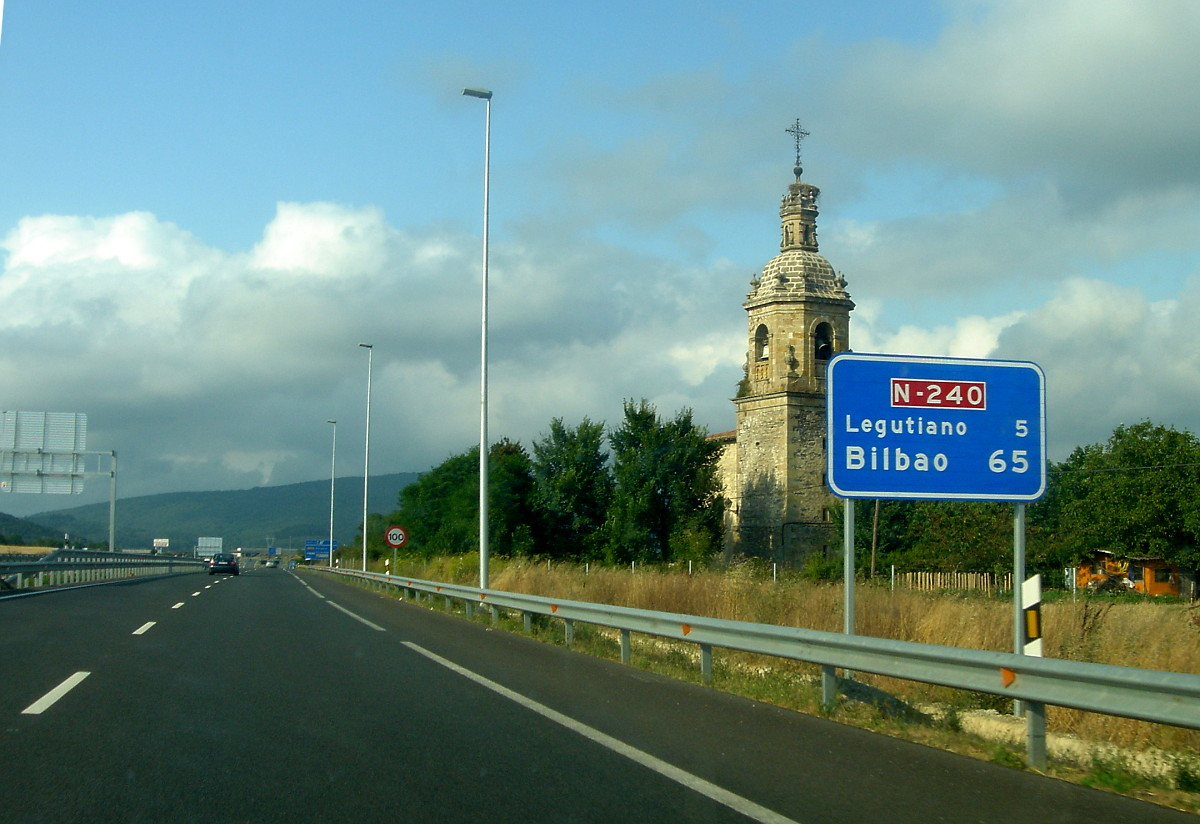
Église de Luku de l'autoroute vers Bilbao.

Luko est une commune ou contrée de la municipalité d'Arratzua-Ubarrundia dans la province d'Alava dans la Communauté autonome basque.
Son nom officiel est « Luko » mais les toponymes basque Luku et espagnol Luco diffèrent chacun du nom officiel.